# Caricea erythrocera
Caricea erythrocera är en tvåvingeart som beskrevs av Jean-Baptiste Robineau-Desvoidy 1830. Caricea erythrocera ingår i släktet Caricea och familjen husflugor. Inga underarter finns listade i Catalogue of Life.